# Jablonov nad Turňou
Jablonov nad Turňou (węg. Szádalmás) – wieś (obec) w powiecie Rożniawa, w kraju koszyckim, na Słowacji. Powierzchnia 24,46 km², 765 mieszkańców (31 grudnia 2016).

## Położenie
Wieś leży w zachodniej (górnej) części Kotliny Turniańskiej, na wysokości od 210 do 480 m n.p.m. (centrum wsi: 240 m n.p.m.), na południe od linii kolejowej z Koszyc do Rożniawy i biegnącej wzdłuż niej drogi nr 50.

## Historia
Teren wsi był zamieszkany już w czasach prehistorycznych. Ślady siedlisk ludzkich z okresu neolitu oraz epoki brązu znaleziono na wzgórzu na południowy wschód od wsi oraz na północ od niej, na terenie winnic w pobliżu Jabłonowskiego Wywierzyska (słow. Jablonovska vyvieračka).
Pierwsza wzmianka pisemna o wsi pochodzi z lat 1332–1335, gdy była wspominana jako osada z farą. W 1430 r. występowała pod nazwą Almá (pochodzenia starotureckiego), później pod węgierskimi nazwami Almás oraz Szádalmás. W roku 1920 zmieniła nazwę na Jablonov, a w 1927 r. na Jablonov nad Turnou.
Pierwotnie była wsią zależną grodu Turňa, natomiast od połowy XIV w. należała do rodu Bebeków z Pleszywca. W XVI w. wchodziła w skład feudalnego „państwa” Szádvár. W 1720 r. liczyła 13 rodzin ziemiańskich i 30 poddańskich. W roku 1828 miała 136 domów i 695 ludzi.
Po roku 1881 należała administracyjnie do żupy Abovsko-Turniańskiej. W latach 1938–1945 włączona do Węgier. Po II wojnie światowej znalazła się w powiecie Moldava nad Bodvou w kraju koszyckim, zaś po roku 1960 w powiecie Rożniawa w kraju wschodniosłowackim (słow. kraj Východoslovenský).

## Gospodarka
Mieszkańcy zajmowali się uprawą roli i hodowlą, zaś od XIX w. również sadownictwem i uprawą winorośli. Winnice rozciągają się na wystawionych ku południowi stokach Górnego Wierchu (słow. Horný vrch). W zbudowanym w latach 70. XX wieku wielkim gospodarstwie warzywniczym zastosowano do ogrzewania szklarni ciepło odpadowe ze stacji sprężarek na linii biegnącego przez wieś gazociągu.

## Komunikacja
Przystanek kolejowy na linii z Koszyc do Rożniawy. Przystanek autobusowy na liniach biegnących z Rożniawy do Koszyc oraz do Hrušova i Silickiej Jablonicy.

## Zabytki
- Kościół pw. św. Trójcy, katolicki. Murowany, pierwotnie gotycki z 2 połowy XIV w., rozszerzony w 1500 r. poprzez dobudowanie od strony południowej późnogotyckiej kaplicy. Przebudowany w duchu klasycystycznym w 1817 r. z dobudowaniem wieży.
- Kościół ewangelicki. Murowany, klasycystyczny, z końca XVIII, z wieżą dobudowaną na początku XIX w.
- Kaplica św. Anny na terenie winnic. Barokowa z 1 połowy XVIII w.
- Kamienny spichlerz z wieżą.
- Domy mieszkalne z XIX i początku XX w. z podcieniami wzdłuż ściany frontowej.